# زویستوو
زویستوو (به لاتین: Zvěstov) یک منطقهٔ مسکونی در جمهوری چک است که در ناحیه بنشوو واقع شده‌است.